# 榊原秀訓
榊原 秀訓（さかきばら ひでのり、1959年 - ）は、日本の法学者、南山大学教授。元民主主義科学者協会法律部会理事。行政法が専門。

## 来歴
静岡県生まれ。1982年名古屋大学法学部卒、87年同大学院法学研究科博士後期課程満期退学。名古屋大学法学部助手、鹿児島大学法文学部助教授、名古屋経済大学法学部助教授、同教授、南山大学法学部教授、法務研究科教授。

## 著書
- 『司法の独立性とアカウンタビリティ イギリス司法制度の構造転換』日本評論社 南山大学学術叢書 2016
- 『地方自治の危機と法 ポピュリズム・行政民間化・地方分権改革の脅威』自治体研究社 2016

### 共編著
- 『Q&A市場化テスト法 仕組みと論点』尾林芳匡共編著 自治体研究社 2006
- 『イギリスの市場化テストと日本の行政』家田愛子,尾林芳匡共著 自治体研究社 2006
- 『行政民間化の公共性分析』三橋良士明共編著 日本評論社 自治問題研究叢書 2006
- 『アクチュアル行政法』市橋克哉,本多滝夫,平田和一共著 法律文化社 2010
- 『欧米諸国の「公務員の政治活動の自由」 その比較法的研究』晴山一穂,佐伯祐二,石村修, 阿部浩己,清水敏共著 日本評論社 2011
- 『地方議会再生 名古屋・大阪・阿久根から』加茂利男,白藤博行,加藤幸雄,柏原誠,平井一臣共著 自治体研究社 2011
- 『行政サービス提供主体の多様化と行政法 イギリスモデルの構造と展開』編 日本評論社 2012
- 『自治体ポピュリズムを問う 大阪維新改革・河村流減税の投げかけるもの』編著 自治体研究社 2012
- 『「地域主権改革」と自治体の課題 行政分野別に考える条例づくり・権限移譲』本多滝夫,角田英昭,久保貴裕共編著 自治体研究社 2012
- 『安倍改憲と自治体 人権保障・民主主義縮減への対抗』小沢隆一共編著 自治体研究社 2014
- 『自治体行政システムの転換と法 地域主権改革から再度の地方分権改革へ』三橋良士明,村上博共編 日本評論社 自治問題研究叢書 2014
- 『地方自治のしくみと法』岡田正則,大田直史, 豊島明子共著 自治体研究社 現代自治選書 2014
- 『どこに向かう地方分権改革 地方分権改革の総括と地方自治の課題』本多滝夫共編著 自治体研究社 2014
- 『判例から考える行政救済法』岡田正則,本多滝夫共編 日本評論社 2014
- 『行政法システムの構造転換 イギリスにおける「行政的正義」』編 日本評論社 2015
- 『どうする自治体の人事評価制度 公正、公開、納得への提言』黒田兼一,小越洋之助共著 自治体研究社 2015
- 『イギリス行政訴訟の価値と実態』編 日本評論社 2016

## 論文
- <榊原秀訓